# The Bane Chronicles
The Bane Chronicles är skriven av Cassandra Clare tillsammans med Maureen Johnson och Sarah Rees Brennan. Boken utkom som en rad av tio e-böcker som släpptes kapitelvis varje månad mellan april och december 2013 samt den sista i mars 2014 och kom i november 2014 ut som en inbunden bok.

## Innehåll
Har du någonsin undrat om den gåtfulla, mystiska och odödliga warlocken Magnus Bane? Det enda karaktären som dyker upp i alla Shadowhunter böcker från The Infernal Devices och The Mortal Instruments, som utspelar sig ungefär 130 år mellan varandra. Magnus förflutna är mer ett mysterium än han själv så Clare har samarbetat med ungdomsförfattarna och nära vännerna Maureen Johnson och Sarah Rees Brennan för att skapa en historia om Magnus förflutna i tio sammanlänkade berättelser.

### 1. What Really Happened in Peru
- Utkom som e-bok den 16 april 2013 och är skriven av Cassandra Clare och Sarah Rees Brennan. Ljudboken är berättad av skådespelaren Jesse Williams.[5]

Det finns goda skäl till varför Peru är off-limits för Magnus Bane. Följ Magnus upptåg i Peru när han drar med sig sina vänner Ragnor Fell och Catarina Loss i trubbel, lär sig spela flera instrument (som han spelar skandalöst), dansar (som han gör skandalöst) och skämmer ut värdlandet genom att göra något obeskrivligt till Nascalinjerna.

### 2. The Runaway Queen
- Utkom som e-bok den 21 maj 2013 och är skriven av Cassandra Clare och Maureen Johnson. Ljudboken är berättad av skådespelaren George Blagden.[6]

Medan i Frankrike, finner Magnus sig själv att försöka rädda den kungliga familjen från fasorna av den franska revolutionen, efter att ha blivit inblandad i den här röran av den mest attraktiva greven. Naturligtvis uppmanar denna djärva flykt för en osynlig luftballong.

### 3. Vampires, Scones and Edmund Herondale
- Utkom som e-bok den 18 juni 2013 och är skriven av Cassandra Clare och Sarah Rees Brennan. Ljudboken är berättad av skådespelaren Andrew Scott.[7]

När Magnus deltar i de preliminära fredssamtal mellan Shadowhunters och Downworlders i det viktorianska London är han betagen av två mycket olika personer; vampyren Camille Belcourt och den unge shadowhuntern Edmund Herondale. Kommer att vinna hjärtan innebära att välja sidor?

### 4. The Midnight Heir
- Utkom som e-bok den 16 juli 2013 och är skriven av Cassandra Clare och Sarah Rees Brennan. Ljudboken är berättad av skådespelaren David Oyelowo.[8]

Magnus trodde att han aldrig skulle återvända till London, men han lockas av ett stiligt erbjudande från Tatiana Blackthorn, vars planer är mycket mer ondskefull än Magnus ännu misstänker. I London vid sekelskiftet, finner Magnus gamla vänner, och möter en mycket överraskande ung man... sonen till hans tidigare vän Will Herondale, den 16-årige James.

### 5. The Rise of the Hotel Dumort
- Utkom som e-bok den 20 augusti 2013 och är skriven av Cassandra Clare och Maureen Johnson. Ljudboken är berättad av skådespelaren Stephen Lunsford.[9]

Magnus gör det mesta av sin tid i 1920-talets Manhattan: Han har kommit tillrätta i New Yorks högre societet och frodas bland de fashionabla jetsetsen. Och det finns ingenstans bättre att se och synas än på det glamorösa Hotell Dumont, ett glittrande nytt tillägg till Manhattans elit. Men femtio år efter uppkomsten av det en gång vackra Hotell Dumont har det fallit i en förfallen ruin, lika död som en plats kan vara. Men vampyrer har inget emot det.

### 6. Saving Raphael Santiago
- Utkom som e-bok den 17 september 2013 och är skriven av Cassandra Clare och Sarah Rees Brennan. Ljudboken är berättad av skådespelaren Michael Trevino.[10]

En av de mer intressanta jobb Magnus någonsin varit inblandad i... En upprörd mamma i 1950-talets New York anställer Magnus att hitta sin son, Rafael, men när Magnus finner honom är den unga Raphael redan bortom räddning. Eller är han?

### 7. The Fall of The Hotel Dumort
- Utkom som e-bok den 15 oktober 2013 och är skriven av Cassandra Clare och Maureen Johnson. Ljudboken är berättad av Cecil Baldwin från den populära podcasten Welcome to Night Vale.[11]

Magnus Bane ser det en gång glamorösa hotellet Dumort bli något helt annat. Femtio år efter Jazz Age och uppkomsten av Hotel Dumort, vet Magnus att Manhattans landmärke är på gång neråt. Det en gång vackra Hotel Dumort har förfallit, en ruin, så död som en plats kan vara. Men vampyrer har inget emot.

### 8. What to Buy the Shadowhunter Who Has Everything (And Who You’re Not Officially Dating Anyway)
- Utkom som e-bok den 19 november 2013 och är skriven av Cassandra Clare och Sarah Rees Brennan. Ljudboken är berättad av skådespelaren Jordan Gavaris.[12]

Utspelar sig mellan City of Ashes och City of Glass. Magnus måste hitta den perfekta födelsedagspresenten, ta itu med en demon han trollat fram åt en mycket irriterande klient och samtidigt försöka att förstå vad som händer mellan honom och Alec.

### 9. The Last Stand of the New York Institute
- Utkom som e-bok den 17 december 2013 och är skriven av Cassandra Clare, Maureen Johnson och Sarah Rees Brennan. Ljudboken är berättad av skådespelaren Jamie Bamber.[13]

Under tidpunkten för the Uprising (upproret), går Valentines anhängare efter Downworlders i New York och de Shadowhunters som bor på institutet där måste bestämma sig om de ska ansluta sig till Valentine, eller om de ska slåss tillsammans med Magnus och andra downworlders.

### 10. The Course of True Love (and First Dates)
- Utkom som e-bok den 18 mars 2014 och är skriven av Cassandra Clare. Ljudboken är berättad av skådespelaren Gareth David-Lloyd från Torchwood.[14]

Magnus och Alecs första dejt, utspelar sig i City of Bones.

### 11. No Immortal Can Keep a Secret
- Bonuskapitel som endast kommer finnas med i den inbundna versionen.[3] Skriven av Cassandra Clare och Maureen Johnson.